# Asopós Potamós
Asopós Potamós är ett vattendrag i Grekland. Det ligger i den centrala delen av landet, 140 km nordväst om huvudstaden Aten.